# Kimmerischer Faltengürtel

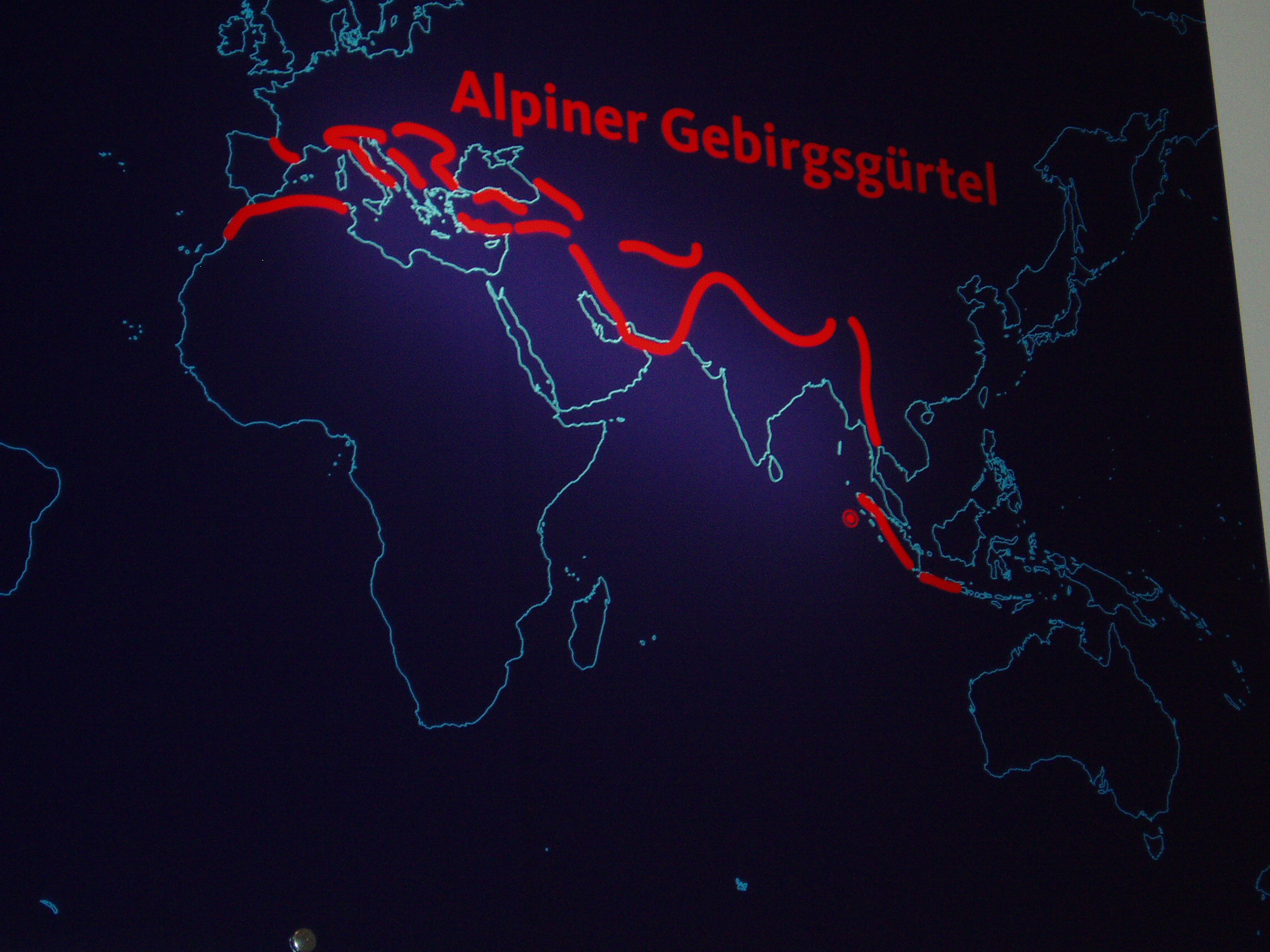
Karte des alpidischen Gebirgsgürtels.

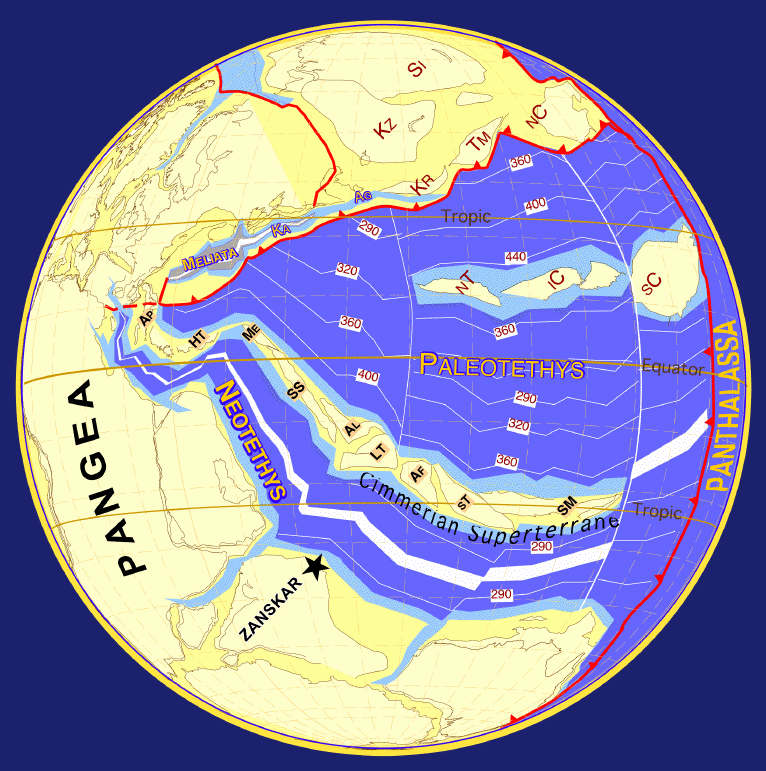
Die Kimmerische Platte beginnt ihre nördliche Bewegung in Richtung Laurasia (~249 mya Perm – Trias Grenze)

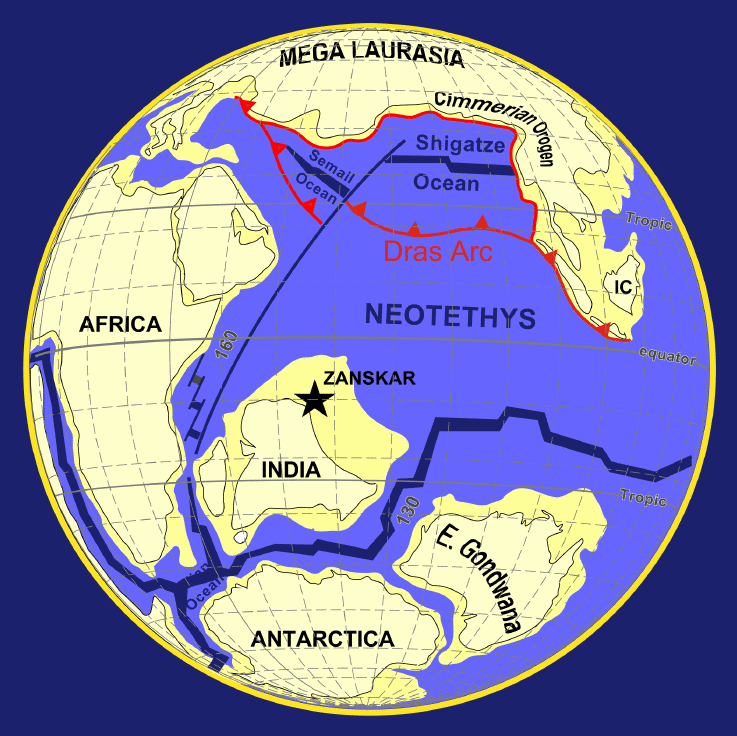
Die Situation ~100 mya. Die Kimmerische Platte war etwa 90–100 Millionen Jahre zuvor mit Laurasia kollidiert. Dieser Zusammenprall hatte die Palaeotethys geschlossen und den Kimmerischen Faltengürtel geformt. Im Bild hat Indien seine schnelle Nordbewegung bereits begonnen und wird zuerst den Tethysgraben und in der Folge den asiatischen Teil des alpinen Gebirgsgürtels ab der Kreide bis ins Holozän erzeugen.

Der Kimmerische Faltengürtel ist eine heute in den alpidischen Gebirgsgürtel integrierte Struktur von Faltengebirgen, die sich vom Balkan bis nach Südostasien zieht. Die Kimmerische Gebirgsbildung fand jedoch mehr als 100 Millionen Jahre vor der Alpidischen Gebirgsbildung statt.
Die kimmerischen Gebirge entstanden durch die Bewegung eines Cimmeria oder Kimmeria genannten, langgestreckten Kontinent-Bruchstücks des prähistorischen Superkontinents Pangaea, welches sich im Perm (mehr als 250 mya), vom Nordrand der Südostpangäa abspaltete. Das Bruchstück rotierte wie der Zeiger einer Uhr, allerdings gegen den Uhrzeigersinn, um einen Punkt an seinem nordwestlichen Ende, das im Bereich der heutigen Karpaten lag.
Cimmeria ist auch der Name für die gleichzeitig nördlich des Tethysgrabens entstandene vulkanische Inselkette, die heute Teile
- des Balkangebirges,
- der Dobrudscha,
- der Krim,
- Anatoliens,
- des Iran,
- des Kaukasus,
- Tibets und
- Indochinas,

bildet. Als Tethysgraben bezeichnet man den Tiefseegraben an der Subduktionszone, an der sich Ozeanboden der Paläotethys bei der Nordwanderung Kimmerias und der Entstehung der Neotethys unter den südlichen Kontinentalrand der nordöstlichen Pangaea schob.
Die Cimmerischen Inseln erhoben sich im Oberjura und schlossen die Palaeotethys spätestens mit Bildung der Sutur in der Oberkreide um 65 mya, etwa zur Zeit der Kreide-Tertiär-Grenze. Bereits in der frühsten Phase der alpinen Gebirgsbildung (ab 100 mya) wurden diese jungen Gebirge zum kimmerischen Faltengürtel verformt und teilweise umgeschichtet. Sie sind heute geologische Zonen des alpinen Gebirgsgürtels.
Die westlichen kimmerischen Gebirge enthalten vorwiegend überprägte variskische und die dort eingeschlossenen cadomischen Krustenteile von Cimmeria.
In Europa verläuft die Hauptkollisionssutur der Balkan-Kimmeriden vom Schwarzen Meer südwestlich durch Südbulgarien nach Chalkidiki und dann über Mazedonien in den Kosovo und Serbien.
Tibet, als eine der östlichen Inseln dieser cimmerischen Inselkette, wurde im Eozän (50 mya) durch die Plattenbewegung Indiens nach Norden zwischen der Kontinentalplatte Indiens und dem südchinesischen, dem sibirischen und dem kasachischen Kraton gequetscht und möglicherweise auch auf diese Kratone obduziert. Im neuentstandenen Faltengebirge im Süden Tibets, dem Himalaya, ist jedenfalls die Sutur der Tethys bei Zanskar nachweisbar. Im Norden ist der Verlauf der Sutur der Palaeotethys unklar. Auf die plattentektonische Kollisionszone weisen jedoch folgende vulkanische Gebiete hin:
- Die auch rezent aktive Vakak-Gruppe und Dacht-i-Navar-Gruppe in Afghanistan, die als känozoisch, teilweise als pleistozänisch eingestuft werden, und
- die Vulkane im Westen Chinas im Kunlun, Turfan und Xinjiang.

Die unterschiedlichen Auffassungen der Geologie werden auch hier deutlich: Andere Autoren sehen im Gegensatz zur hier dargestellten Auffassung die gesamte Inselkette Cimmeria-Superterran als Peri-Gondwana-Elemente und bezeichnet nur den asiatischen Teil als Kimmerische Berge.

## Referenzen, Anmerkungen
1. ↑  Karte der Gebirgsbildungen in Europa
2. ↑  siehe Grafiken, en:Cimmerian Plate, en:Cimmeria (continent)